# 様似駅
様似駅（さまにえき）は、北海道様似郡様似町大通1丁目にあった北海道旅客鉄道（JR北海道）日高本線の駅（廃駅）である。電報略号はマニ。事務管理コードは▲132227。営業当時は同線の終着駅であり、襟裳岬・広尾へ向かうジェイ・アール北海道バス日勝線との接続駅であった。

## 歴史
かつては当線をさらに国道336号沿いに襟裳岬方面へ延伸し、広尾駅で広尾線と接続される予定だった。

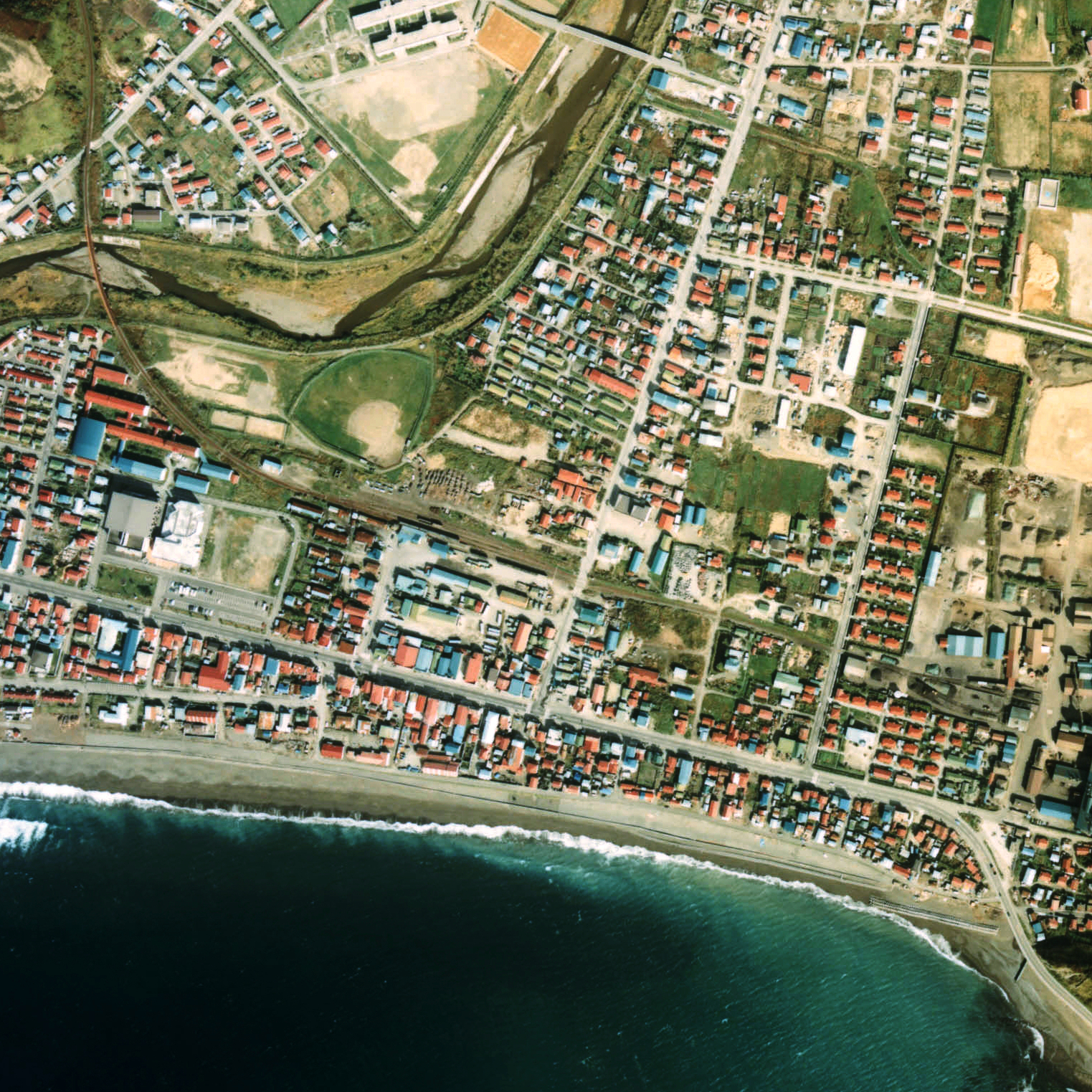
1978年の様似駅と周囲約1 km範囲。左が苫小牧方面。駅端から右端の日本電工日高工場へ専用線が伸びる。構内手前の本線カーブ終端付近の駅裏側に水色屋根の車庫がある。かつてその前にあった転車台の撤去跡が、埋められて灰色の空き地になっている。

- 1937年（昭和12年）8月10日：国有鉄道の駅として開業。一般駅[1]。
- 1940年（昭和15年）11月：北海電気興業（後に東邦電化を経て現・日本電工）日高工場開設。専用線0.3 km敷設。
- 1982年（昭和57年）12月15日：貨物取扱い廃止[1]。専用線廃止。
- 1984年（昭和59年）
  - 2月1日：荷物取扱い廃止[1]。
  - 3月31日：駅員無配置駅となる[4]。
- 1987年（昭和62年）4月1日：国鉄分割民営化に伴い、北海道旅客鉄道（JR北海道）の駅となる[1]。
- 2000年（平成12年）：キヨスク廃止。
- 2003年（平成15年）4月1日：簡易委託先をジェイ・アール北海道バスに変更。
- 2015年（平成27年）
  - 1月8日：厚賀駅 - 大狩部駅間の高波被害により列車の運行を休止[JR北 1]。
  - 1月27日：静内駅 - 当駅間で列車の運行を再開[JR北 2]。
  - 2月28日：厚賀駅 - 大狩部駅間の土砂流出により再び列車の運行を休止[JR北 3]。
- 2021年（令和3年）4月1日：鵡川駅 - 当駅間の廃止に伴い、廃駅となる[JR北 4][運輸局 1]。

## 駅構造
単式ホーム1面1線の地上駅で、側線も持っていた。翌朝に運転される始発列車の夜間滞泊を行っていた関係で、乗務員宿泊所も存在した。かつては転車台や駅近くの日本電工工場への専用線などもあったが、廃止時点では既に撤去されていた。
駅舎は昔からの木造のものを改造して使っていた。駅舎東側にはかつてスーパーが入店していた。現在はジェイ・アール北海道バスの乗車券・定期券販売所と、様似観光案内所が入居している。

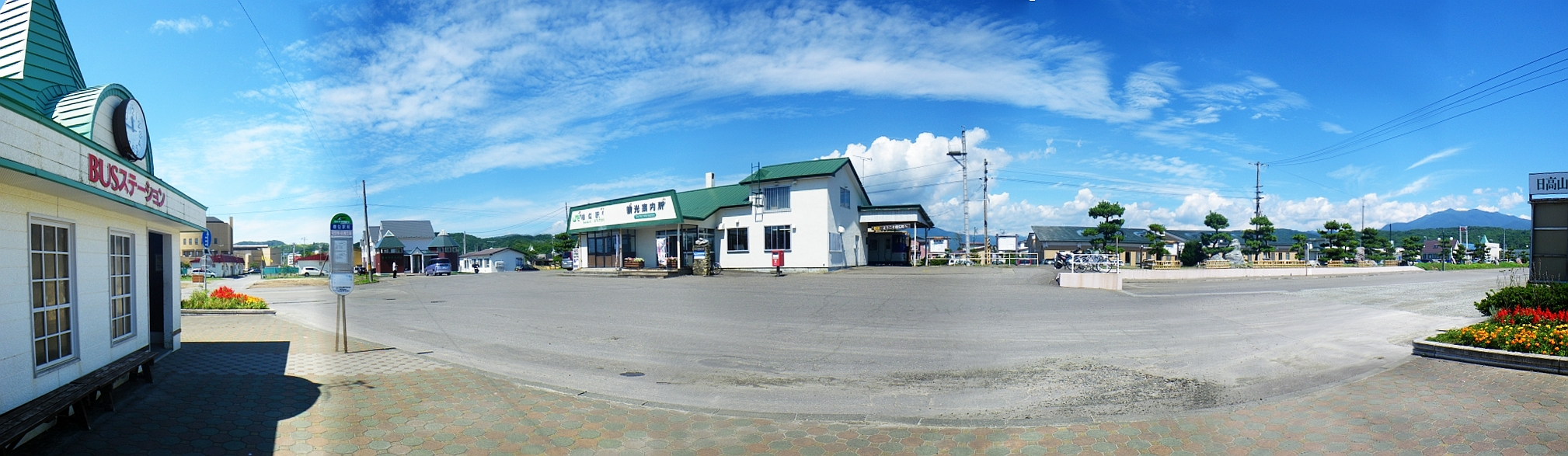
駅前ロータリーには襟裳岬・広尾方面へのバス停がある（2010年8月）
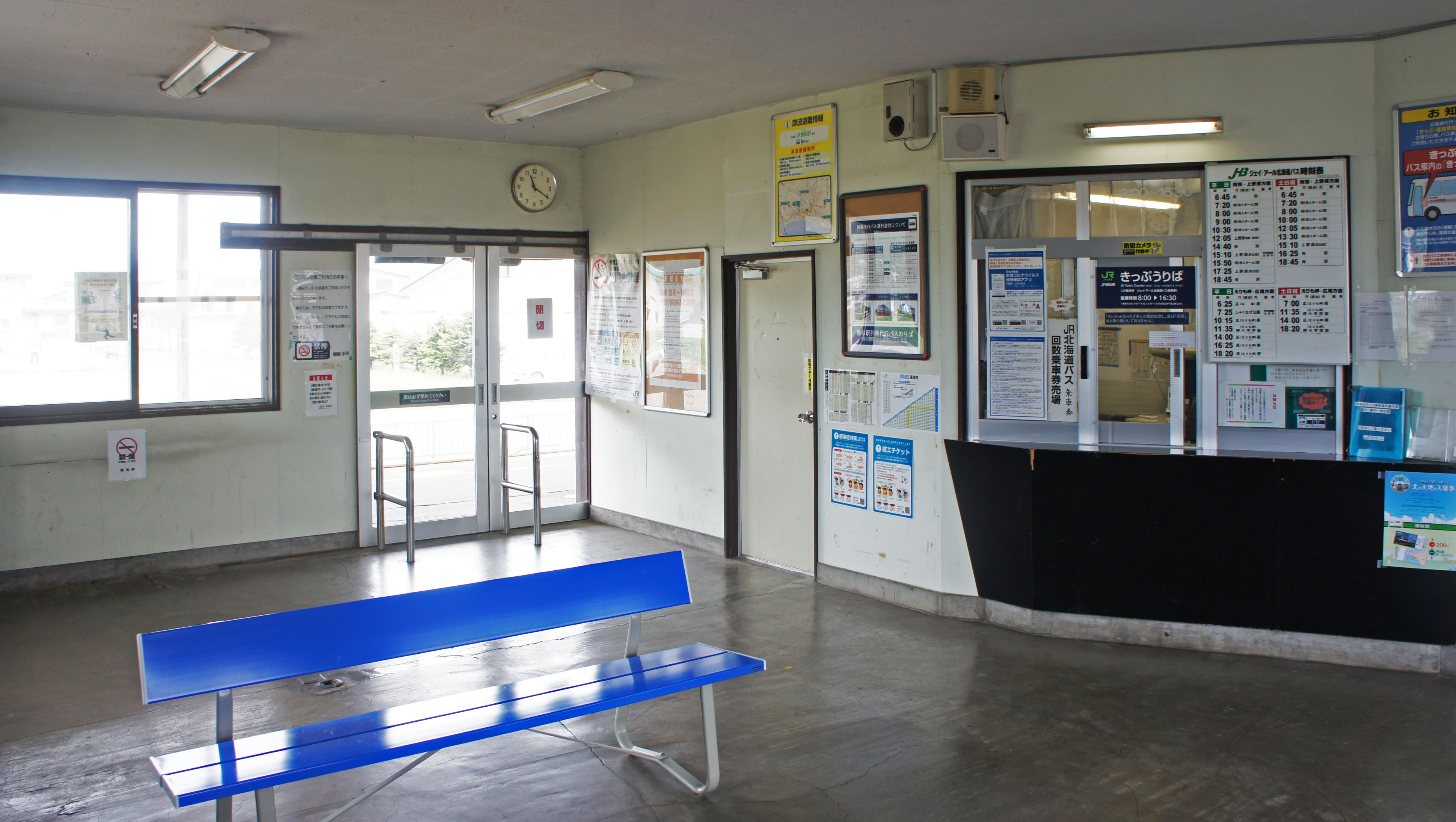
待合室（2020年7月）
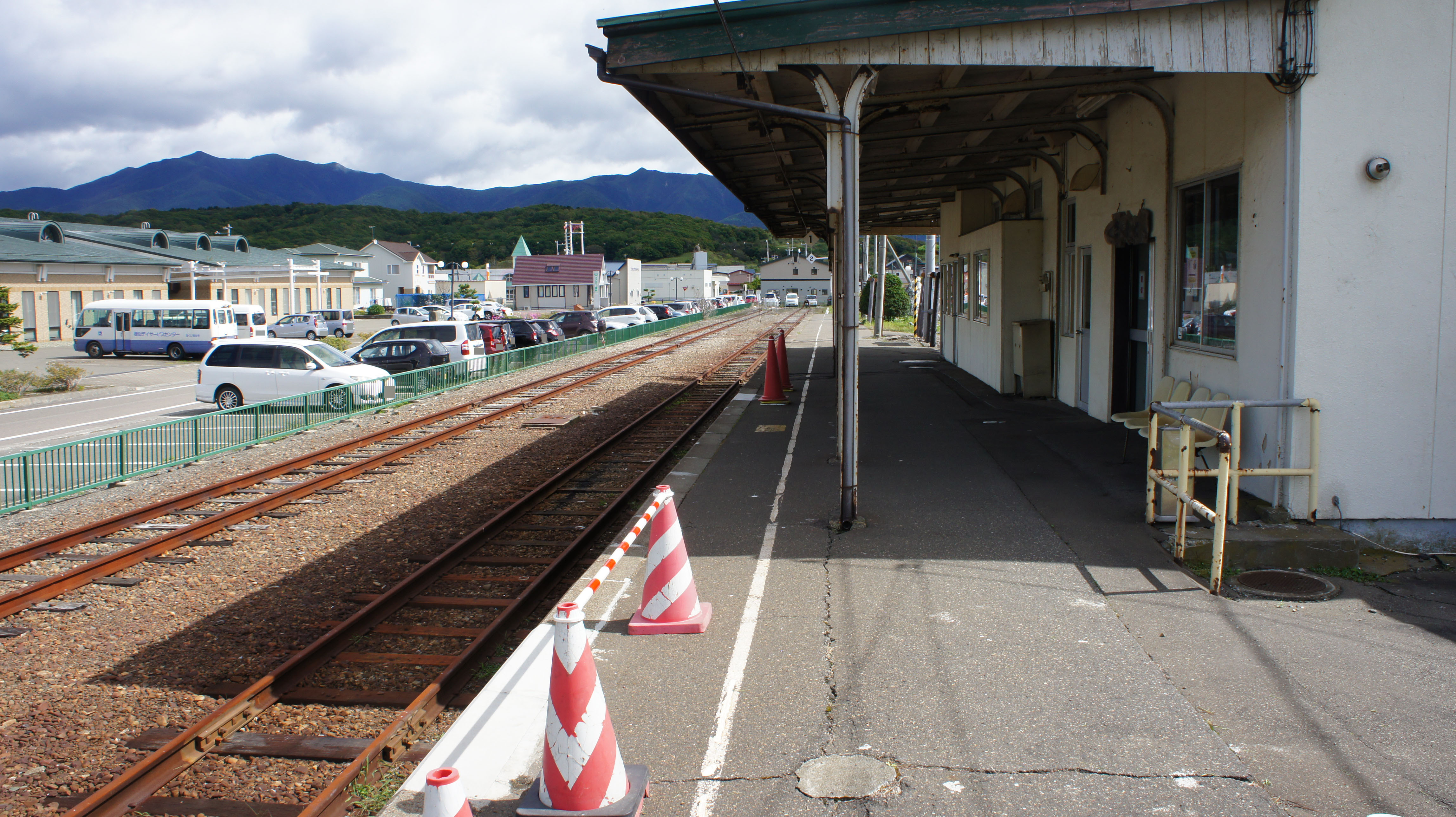
ホーム（2017年9月）
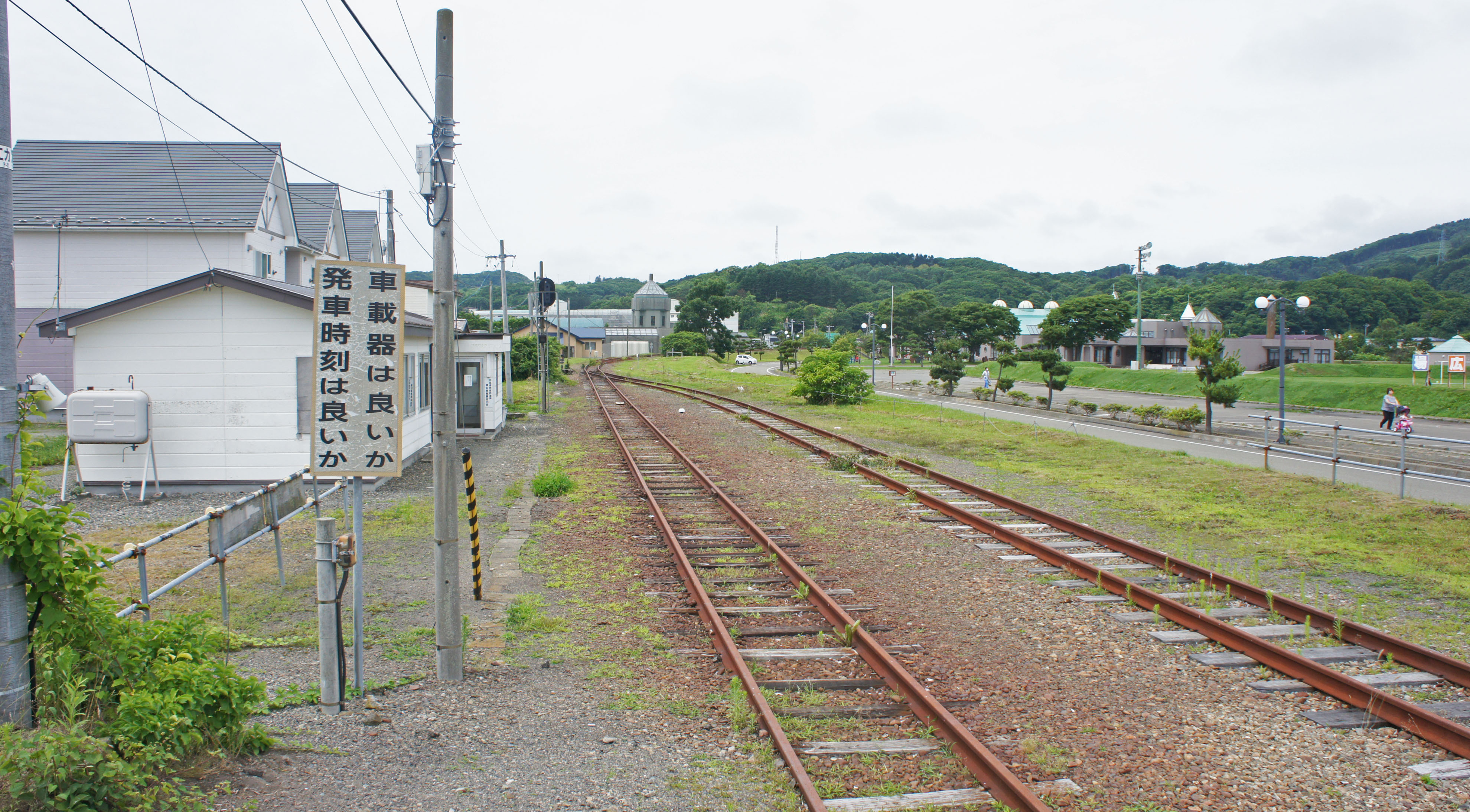
西様似方面を望む（2020年7月）
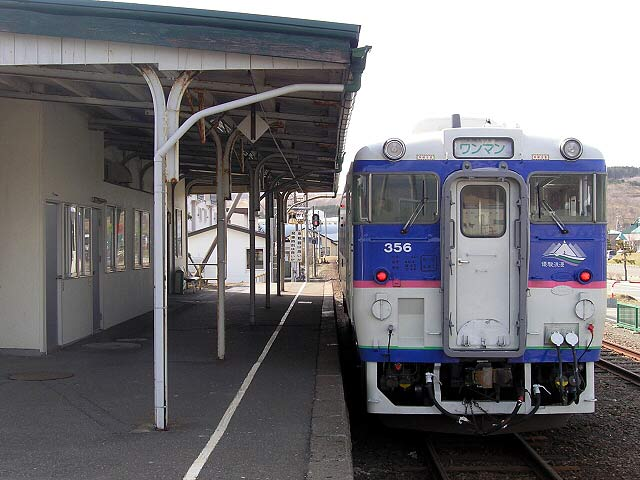
ホームに停車中の列車（2005年4月）
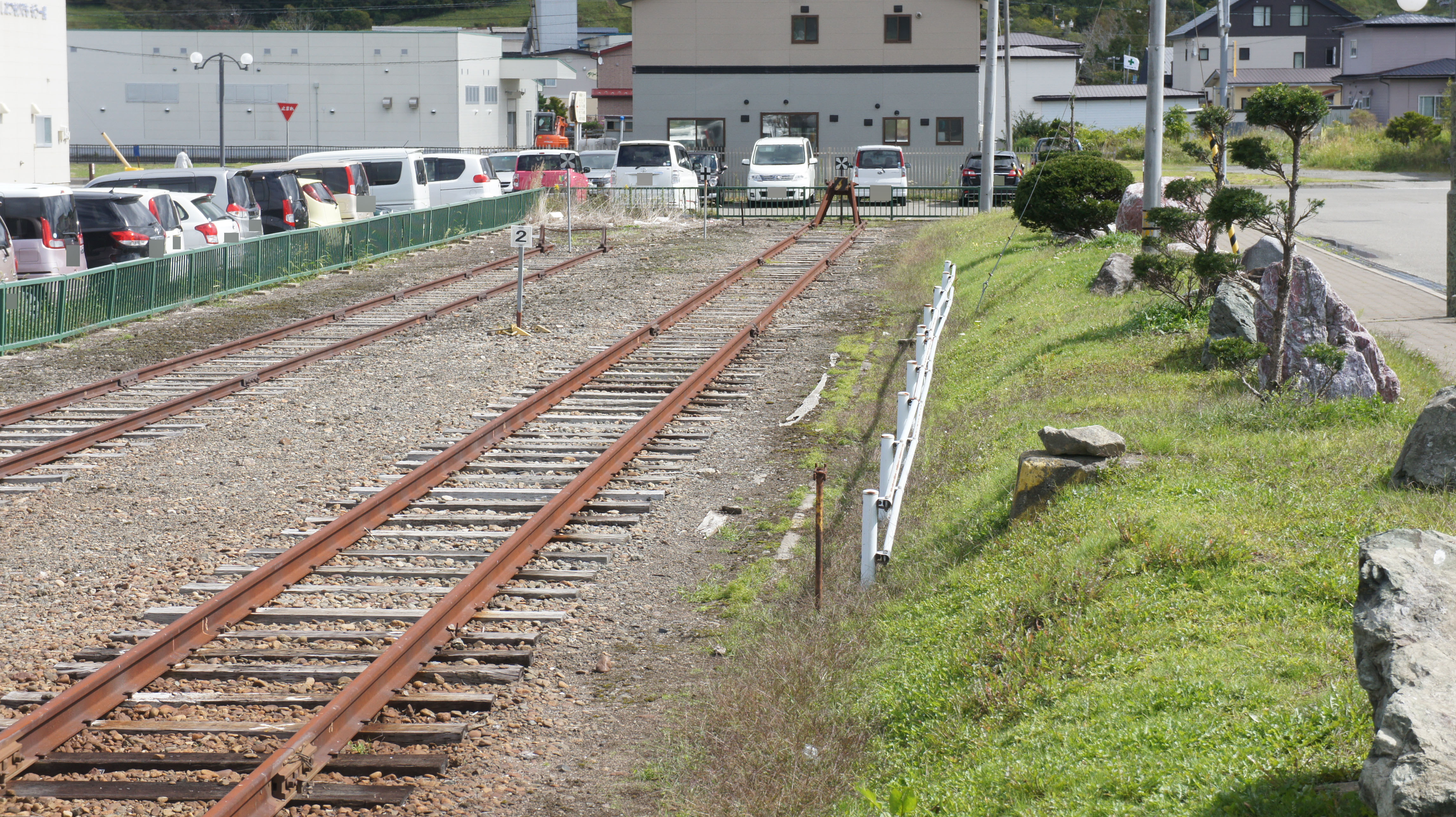
車止め（当時の日高本線の終端）（2017年9月）
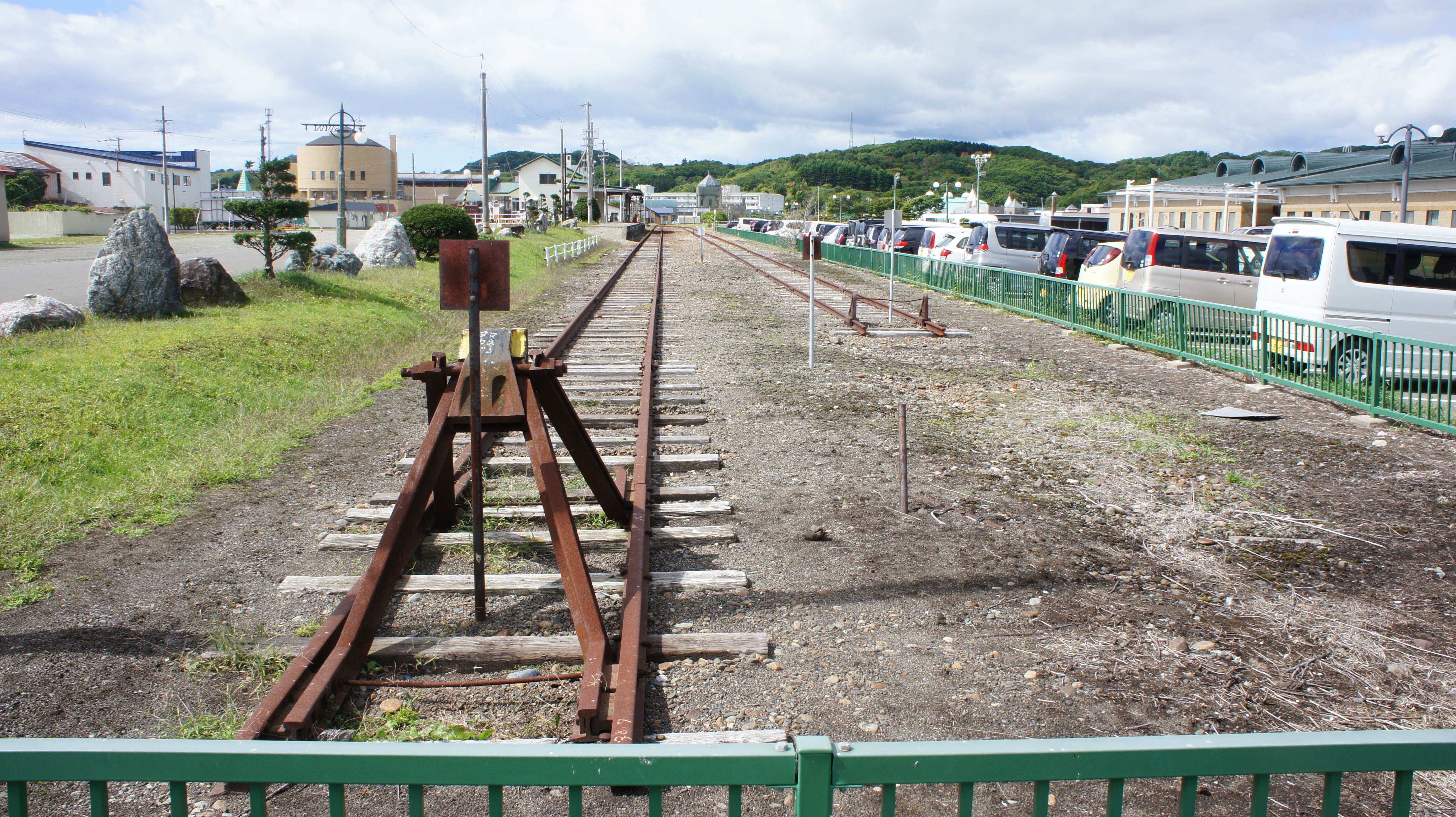
車止めからみた駅構内（2017年9月）
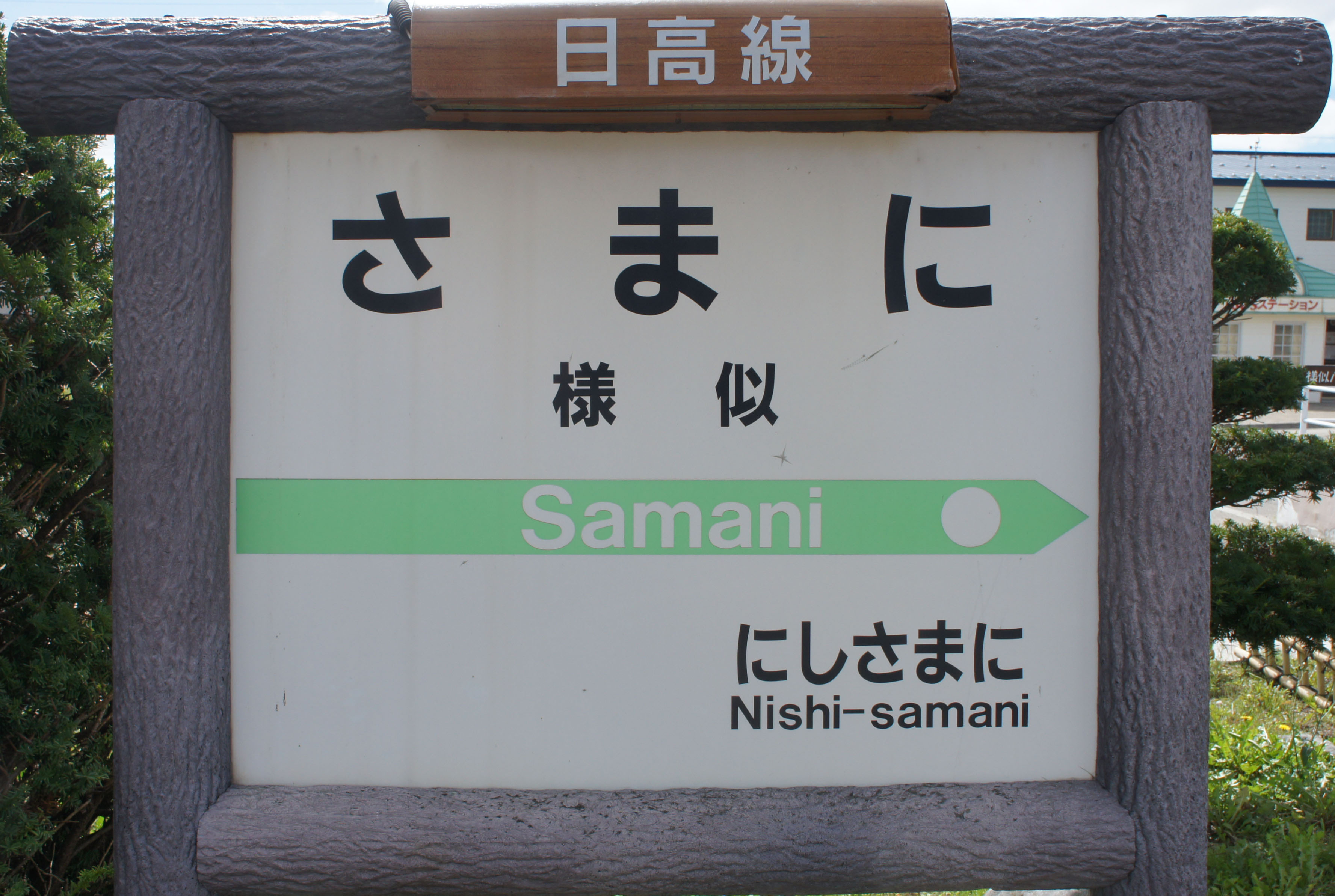
駅名標（2017年9月）

## 利用状況
乗車人員の推移は以下のとおり。年間の値のみ判明している年については、当該年度の日数で除した値を括弧書きで1日平均欄に示す。乗降人員のみが判明している場合は、1/2した値を括弧書きで記した。また、「JR調査」については、当該の年度を最終年とする過去の各調査日における平均である。当駅についてはバス代行期間が存在するため、一部でバスと列車が別集計となっているほか、各年で集計期間が異なる。備考も参照。
| 年度               | 乗車人員 | 乗車人員 | 乗車人員 | 乗車人員 | 出典       | 備考                                                        |
| 年度               | 年間     | 1日平均  | JR調査   | JR調査   | 出典       | 備考                                                        |
| 年度               | 年間     | 1日平均  | 列車     | 代行バス | 出典       | 備考                                                        |
| ------------------ | -------- | -------- | -------- | -------- | ---------- | ----------------------------------------------------------- |
| 2014年（平成26年） |          |          | 8        |          | [ JR北 5 ] | 当年の列車は単年の値。                                      |
| 2017年（平成29年） |          |          |          | 4        | [ JR北 6 ] | 2015年度末から鵡川 - 様似間バス代行。当年のバスは単年の値。 |
| 2018年（平成30年） |          |          |          | 5.5      | [ JR北 7 ] | 代行バスの値は過去2年平均                                   |
| 2019年（令和元年） |          |          |          | 4.7      | [ JR北 8 ] | 代行バスの値は過去3年平均                                   |
| 2020年（令和02年） |          |          |          | 4.0      | [ JR北 9 ] | 代行バスの値は過去4年平均                                   |

## 駅周辺

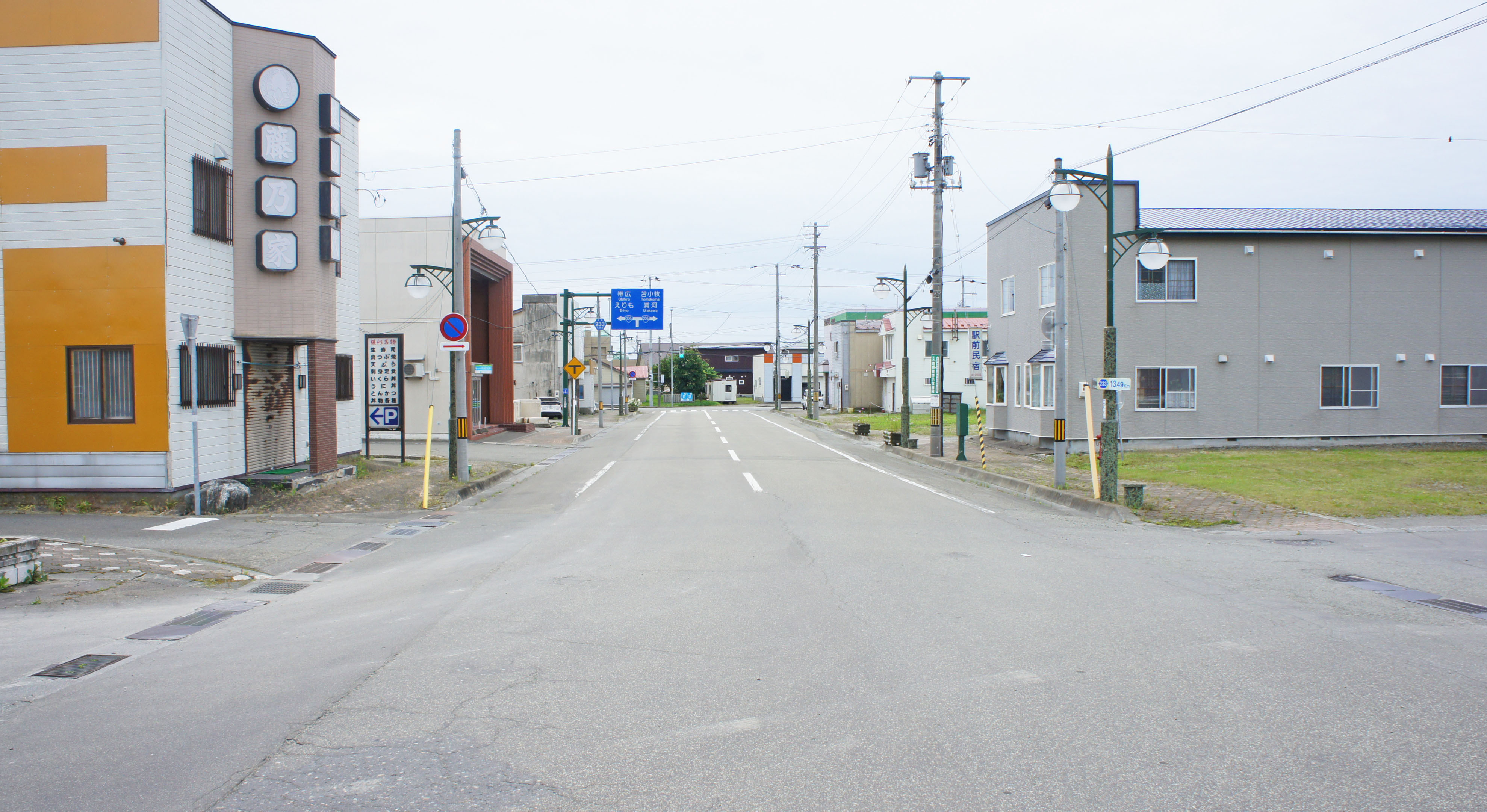
駅前（2020年7月）

- ジェイ・アール北海道バス「様似駅前」停留所（路線詳細は日勝線参照）
- 国道336号
- 様似町役場
- 浦河警察署様似駐在所
- 様似郵便局
- 日高信用金庫大通支店
- ひだか東農業協同組合（JAひだか東）様似事業所
- 日高中央漁業協同組合様似支所
- 様似町立様似小学校
- 様似町立様似中学校（廃校となった北海道様似高等学校の校舎跡地に移転）

## 隣の駅
北海道旅客鉄道（JR北海道）
日高本線
西様似駅 - 様似駅

#### JR北海道
1. ↑  『日高線 厚賀〜大狩部間 67k506m 付近における盛土流出について』（PDF）（プレスリリース）北海道旅客鉄道、2015年1月13日。オリジナルの2015年1月15日時点におけるアーカイブ。2020年10月30日閲覧。
2. ↑  『日高線 静内〜様似間折り返し運転の実施について』（PDF）（プレスリリース）北海道旅客鉄道、2015年1月20日。オリジナルの2015年3月30日時点におけるアーカイブ。2020年10月30日閲覧。
3. ↑  『日高線 静内〜様似間におけるバス代行の実施について』（PDF）（プレスリリース）北海道旅客鉄道、2015年2月27日。オリジナルの2015年3月30日時点におけるアーカイブ。2020年10月30日閲覧。
4. ↑  『日高線（鵡川・様似間）の廃止日繰上げの届出について』（PDF）（プレスリリース）北海道旅客鉄道、2021年1月5日。オリジナルの2021年1月5日時点におけるアーカイブ。2021年1月5日閲覧。
5. ↑  “日高線（鵡川・様似間）” (PDF). 線区データ（当社単独では維持することが困難な線区）(地域交通を持続的に維持するために).   北海道旅客鉄道. p. 3 (2018年8月1日). 2018年8月17日時点のオリジナルよりアーカイブ。2018年8月17日閲覧。
6. ↑  「日高線（苫小牧・鵡川間）」（PDF）『線区データ（当社単独では維持することが困難な線区）(地域交通を持続的に維持するために)』、北海道旅客鉄道、3頁、2018年7月2日。オリジナルの2018年8月17日時点におけるアーカイブ。2018年8月17日閲覧。
7. ↑  “日高線（鵡川・様似間）” (PDF). 線区データ（当社単独では維持することが困難な線区）(地域交通を持続的に維持するために).   北海道旅客鉄道. p. 3 (2019年10月18日). 2019年10月18日時点のオリジナルよりアーカイブ。2019年10月18日閲覧。
8. ↑  “日高線（鵡川・様似間）” (PDF). 地域交通を持続的に維持するために > 輸送密度200人未満の線区（「赤色」「茶色」5線区）.   北海道旅客鉄道. p. 3 (2020年10月30日). 2020年11月2日時点のオリジナルよりアーカイブ。2020年11月4日閲覧。
9. ↑  “駅別乗車人員  特定日調査（平日）に基づく”.   北海道旅客鉄道. 2022年8月3日時点のオリジナルよりアーカイブ。2022年8月14日閲覧。

#### 北海道運輸局
1. ↑  『鉄道事業の一部廃止の日を繰上げる届出について』（PDF）（プレスリリース）国土交通省北海道運輸局、2021年1月5日。オリジナルの2021年2月3日時点におけるアーカイブ。2021年1月5日閲覧。